# Conde de Arge
Conde de Arge é um título nobiliárquico criado por D. Carlos I de Portugal, por Decreto de 29 de Dezembro de 1898, em favor de João Maria Eugénio de Almeida.
Titulares
1. João Maria Eugénio de Almeida, 1.º Conde de Arge.